# 义正镇
义正镇，是中华人民共和国陕西省延安市志丹县下辖的一个乡镇级行政单位。

## 行政区划
义正镇下辖以下地区：
义正村、龙泉寺村、小寨村、曹河村、兴庄村、稠树梁村、麻台村、花石庵村、阳洼河村、枣林坡村、元托子村、庙岔村、寨子洼村、榆咀子村、余河村、胡台村、双庙村、赵畔村、李渠村、纸坊村、榆树洼村、陈山村、吴堡曹河村、王老庄村、阳圪崂村、上湾村和王台村。